# Gonocarpus sanguineus
Gonocarpus sanguineus là một loài thực vật có hoa trong họ Haloragaceae. Loài này được (Merr. & L.M.Perry) Orchard miêu tả khoa học đầu tiên năm 1975.